# Círculo social
Círculos sociais são grupos de pessoas socialmente interconectadas. Um círculo social diferencia-se de uma pirâmide social, visto que existem duas perspectivas que podem ser usadas para descrever um círculo: a perspectiva do indivíduo que serve como elemento de conexão de um grupo e a perspectiva agregada de um grupo de pessoas socialmente interconectadas. Enquanto uma pirâmide social considera todas as pessoas com as quais um indivíduo tem contato e define uma estrutura para dar apoio e conceder (ou retirar) poder dessa pessoa, um círculo social pode ter limites estreitamente definidos, estando frequentemente todos os membros do círculo em contato uns com os outros, e pode requerer um processo de iniciação social para que as pessoas passem a fazer parte do mesmo. Tem sido dito que o que você traz para seu círculo social é o que você cria em sua pirâmide social.
Círculos sociais são interconectados através de conexões sociais entre indivíduos. A teoria dos seis graus de separação indica que, matematicamente, há uma média de seis graus de afastamento entre quaisquer duas pessoas vivas na Terra.
Círculos sociais também se sobrepõem. Por exemplo, pode haver pessoas que trabalham em conjunto e que também frequentam o mesmo clube de tênis ou cafeteria, ou você pode conhecer alguém independentemente de um amigo comum.
Círculos sociais costumam ter conjuntos únicos de normas e valores. Quando um indivíduo não concorda com eles, pode ser posto em ostracismo, advertido ou mesmo impedido de participar por outros membros do grupo. Estruturas sociais hierárquicas com posições socialmente definidas fornecem um excelente exemplo de como normas e valores são aplicados dentro de círculos sociais. Por exemplo, um círculo social pode ser constituído por membros de um Lions Clubs, onde existem cargos executivos que são mantidos por um processo claramente definido. Alternativamente, um círculo social pode ser um grupo de fãs de futebol que se reúnem uma vez por semana num bar para assistir a um jogo na TV. No segundo caso, a liderança e a participação no grupo são de natureza informal.